# Championnats du monde d'Ironman 70.3 2016
Navigation
Édition précédente Édition suivante
Les championnats du monde d'Ironman 70.3 2016 se déroulent le 4 septembre 2016 à Mooloolaba en  Australie. Ils sont organisés par la World Triathlon Corporation.

## Résumé de course
La finale des championnats du monde d'Ironman 70.3 se déroule dimanche 4 septembre à Mooloolaba en Australie et créée quelques belles surprises. L'Australien Timothy Reed dans une course à domicile et la britannique Holly Lawrence à 26 ans et dans un début de carrière sur longue distance surprennent les favoris et inscrivent leurs noms au prestigieux palmarès. L'épreuve finale du circuit international d'Ironman 70.3 organisée par le World Triathlon Corporation propose chaque année, 1,9 km de natation suivit de 90 km de vélo de route, pour finir pas un semi-marathon.

### Timothy Reed champion chez lui
Chez les hommes l'absence du champion en titre, Jan Frodeno promettait une course ouverte. Un autre Allemand, Sebastian Kienle très en forme en ce moment espérait inscrire une troisième fois son nom au palmarès. L'issue de la partie natation emmenée par l'Australien Josh Amberger aucun écart significatif n'est créé. Ce dernier reste en tête de la première partie vélo, mais n'arrive pas à maintenir cette avance et Tyler Butterfield est le premier à la seconde transition poursuivit par un groupe d'une quinzaine de tête d'affiche dont Sebastien Kienle qui effectue le départ en course à pied le plus rapide. Timothy Reed le rejoint et accélère devant l'Allemand qui ne lâche rien. S'engage alors un combat sans merci contre le retour des poursuivants mais également un affrontement en tête à tête entre les deux leaders. A cinq kilomètres de l'arrivée, Sebastian Kienle porte son attaque, l'Australien subit mais remonte son retard et dans un ultime effort crée un faible écart sur l'Allemand que ce dernier ne parvient pas à combler. Timothy Reed passe la ligne en vainqueur et remporte après une lutte remarquable son premier titre mondial. Le Suisse Ruedi Wild remporte une surprenante 3e place,.

### Holly Lawrence impressionne

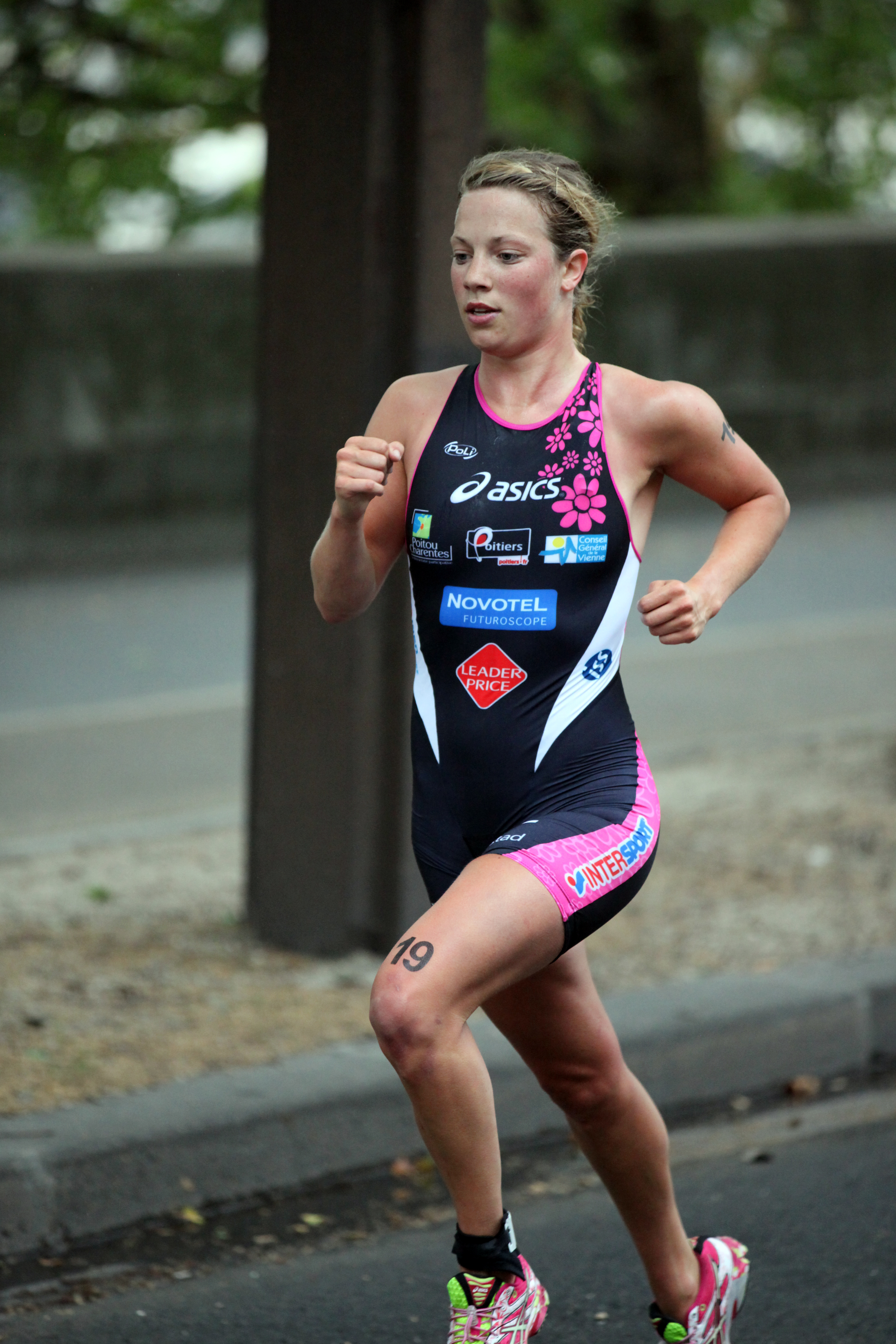
Holly Lawrence 2011

La présence des meilleures mondiales dont la double championne, la Suissesse Daniela Ryf, n'a pas empêché la Britannique Holly Lawrence de remporter avec panache sa première victoire mondiale. Sortie de l'eau à trente secondes de la leader l'Américaine Lauren Brandon, Holly Lawrence dans une démonstration de puissance en vélo s'impose rapidement la tête de la course féminine et prend jusqu'à trois minutes d'avance sur ses poursuivantes, Daniela Ryf et l'Australienne Melissa Hauschildt principalement. Sur la partie course à pied, l'Australienne forte de ses qualités pédestres entame sa remontée mais la Britannique garde son rythme et ne lâche rien jusqu'à la ligne d'arrivée. Elle remporte à 26 ans le titre de championne du monde d'Ironman 70.3. Daniela Ryf termine en 4e position après avoir cédé la troisième place du podium à la Canadienne Heather Wurtele,.

## Résultats du championnat du monde

### Hommes
| Pos.    | Temps           | Nom                | Pays             | Détail temps | Détail temps | Détail temps    | Détail temps | Détail temps    |
| Pos.    | Temps           | Nom                | Pays             | Natation     | T1           | Cyclisme        | T2           | Course à pied   |
| ------- | --------------- | ------------------ | ---------------- | ------------ | ------------ | --------------- | ------------ | --------------- |
|         | 3 h 44 min 14 s | Timothy Reed       | Australie        | 22 min 53 s  | 2 min 14 s   | 2 h 06 min 12 s | 1 min 52 s   | 1 h 11 min 03 s |
|         | 3 h 44 min 16 s | Sebastian Kienle   | Allemagne        | 24 min 14 s  | 2 min 11 s   | 2 h 04 min 45 s | 1 min 48 s   | 1 h 11 min 18 s |
|         | 3 h 44 min 40 s | Ruedi Wild         | Suisse           | 22 min 47 s  | 2 min 21 s   | 2 h 06 min 28 s | 1 min 57 s   | 1 h 11 min 07 s |
| 4       | 3 h 45 min 52 s | Terenzo Bozzone    | Nouvelle-Zélande | 22 min 44 s  | 2 min 11 s   | 2 h 06 min 20 s | 1 min 53 s   | 1 h 12 min 44 s |
| 5       | 3 h 46 min 02 s | Sam Appleton       | Australie        | 22 min 40 s  | 2 min 17 s   | 2 h 06 min 23 s | 1 min 51 s   | 1 h 12 min 51 s |
| 6       | 3 h 46 min 21 s | Nicholas Kastelein | Australie        | 22 min 43 s  | 2 min 15 s   | 2 h 06 min 41 s | 1 min 56 s   | 1 h 12 min 46 s |
| 7       | 3 h 46 min 32 s | Tim Don            | Royaume-Uni      | 22 min 51 s  | 2 min 10 s   | 2 h 06 min 37 s | 1 min 57 s   | 1 h 12 min 57 s |
| 8       | 3 h 46 min 47 s | Maurice Clavel     | Allemagne        | 22 min 53 s  | 2 min 11 s   | 2 h 06 min 18 s | 1 min 46 s   | 1 h 13 min 39 s |
| 9       | 3 h 47 min 14 s | Lionel Sanders     | Canada           | 25 min 41 s  | 2 min 15 s   | 2 h 06 min 42 s | 2 min 02 s   | 1 h 10 min 34 s |
| 10      | 3 h 47 min 28 s | Craig Alexander    | Australie        | 22 min 49 s  | 2 min 05 s   | 2 h 06 min 39 s | 1 min 52 s   | 1 h 14 min 03 s |
| Source: |                 |                    |                  |              |              |                 |              |                 |

### Femmes
| Pos.    | Temps           | Nom                | Pays        | Détail temps | Détail temps | Détail temps    | Détail temps | Détail temps    |
| Pos.    | Temps           | Nom                | Pays        | Natation     | T1           | Cyclisme        | T2           | Course à pied   |
| ------- | --------------- | ------------------ | ----------- | ------------ | ------------ | --------------- | ------------ | --------------- |
|         | 4 h 09 min 12 s | Holly Lawrence     | Royaume-Uni | 23 min 24 s  | 2 min 17 s   | 2 h 19 min 28 s | 2 min 15 s   | 1 h 21 min 48 s |
|         | 4 h 11 min 09 s | Melissa Hauschildt | Australie   | 26 min 46 s  | 2 min 33 s   | 2 h 21 min 06 s | 2 min 01 s   | 1 h 18 min 43 s |
|         | 4 h 13 min 36 s | Heather Wurtele    | Canada      | 25 min 05 s  | 2 min 29 s   | 2 h 22 min 26 s | 1 min 58 s   | 1 h 21 min 38 s |
| 4       | 4 h 14 min 09 s | Daniela Ryf        | Suisse      | 24 min 12 s  | 2 min 34 s   | 2 h 23 min 47 s | 2 min 17 s   | 1 h 21 min 19 s |
| 5       | 4 h 17 min 16 s | Caroline Steffen   | Suisse      | 24 min 13 s  | 2 min 41 s   | 2 h 23 min 09 s | 2 min 03 s   | 1 h 25 min 10 s |
| 6       | 4 h 17 min 26 s | Annabel Luxford    | Australie   | 24 min 11 s  | 2 min 31 s   | 2 h 23 min 44 s | 2 min 02 s   | 1 h 24 min 58 s |
| 7       | 4 h 17 min 40 s | Laura Philipp      | Allemagne   | 27 min 16 s  | 2 min 30 s   | 2 h 24 min 46 s | 2 min 08 s   | 1 h 21 min 00 s |
| 8       | 4 h 17 min 53 s | Alicia Kaye        | États-Unis  | 24 min 17 s  | 2 min 22 s   | 2 h 23 min 31 s | 2 min 08 s   | 1 h 25 min 35 s |
| 9       | 4 h 18 min 17 s | Radka Vodičková    | Tchéquie    | 24 min 10 s  | 2 min 35 s   | 2 h 26 min 51 s | 2 min 04 s   | 1 h 22 min 37 s |
| 10      | 4 h 18 min 19 s | Magali Tisseyre    | Canada      | 24 min 16 s  | 2 min 30 s   | 2 h 23 min 49 s | 2 min 08 s   | 1 h 25 min 36 s |
| Source: |                 |                    |             |              |              |                 |              |                 |